# Alireza Dabir
Alireza Dabir (n. 16 septembrie 1977, Teheran, Iran) este un luptător ce a reprezentat Iran, medaliat olimpic. A participat la 2 ediții ale Jocurilor Olimpice (2000, 2004) în care a câștigat o medalie de aur.